# تلمبه تل بور ۳
تلمبه تل بور ۳ یا کرامت روستایی در دهستان گلستان بخش گلستان شهرستان سیرجان استان کرمان ایران است.

## جمعیت
بر پایه سرشماری عمومی نفوس و مسکن در سال ۱۳۹۵ جمعیت این مکان ۶۹ نفر (۲۲خانوار) بوده‌است.